# Émile Guépratte
Pour les articles homonymes, voir Guépratte.
Paul Émile Aimable Guépratte, né le 30 août 1856 à Granville (Manche) et mort le 21 novembre 1939 à Brest, est un officier de marine français. Il termine sa carrière avec le grade de vice-amiral.

## Biographie

### Origines et jeunesse
Petit-fils  du contre-amiral Jéhenne et du mathématicien Charles Guépratte, fils du capitaine de vaisseau Charles Émile Guépratte et d'Eugénie Constance Jéhenne, il épousa en 1883 Thérèse Marie Virginie Gourdan (16 janvier 1856-7 février 1890) et ils eurent trois enfants.
Il suivit les cours du lycée impérial de Brest en 1868, entra à l'École navale le 1er octobre 1871 et suivit les cours de l'École de défense sous-marine, breveté torpilleur en 1884.

### Carrière militaire
Il embarque en 1875 sur la corvette cuirassée la Reine Blanche dans l'escadre d'évolution, En 1876 il embarque sur l'aviso à hélice d'Estaing, puis sur la corvette école la Favorite (vaisseau que commanda son père). Il participe à la campagne de Tunisie de 1881 à bord du cuirassé Marengo (bombardement de Sfax, prise de Gabès).
Il est affecté, après l'école, sur le cuirassé Amiral Duperré. Il prend son premier commandement en 1889 avec le torpilleur numéroté 23. Ensuite il est second sur le croiseur Forfait en 1891 et est désigné commandant du Caronade dans la division navale d'Indochine qui participait aux opérations contre le Siam entre mai et octobre 1893. De retour à Brest, il est sous-directeur des défenses sous-marines en 1900, puis se rend dans le Bosphore pour commander le torpilleur Vautour entre 1901 et 1902. De retour à Brest, il nommé chef de la deuxième section de l'état-major à l'arrondissement maritime (mai 1902). Avec la Foudre, il transporte deux sous-marins et quatre petits torpilleurs, partant de Cherbourg pour se rendre à Saïgon en 1904. En 1905, de retour en Méditerranée, il participe aux manœuvres de l'escadre en tant que commandant de la Jeanne d'Arc, embarque sur la Marseillaise ; devenant capitaine de pavillon, il fait son retour sur la Jeanne d'Arc fin 1906. Affecté à terre, il commande le 2e dépôt des équipages en 1908 et en 1909, il suit les travaux de construction du croiseur cuirassé Edgar Quinet et sa mise au point.
Il reçoit ses deux étoiles de contre-amiral en 1912, en 1915 il commande la division de complément de l'armée navale lors du combat des Dardanelles. Le 18 mars 1915, à bord du Suffren, il pénètre le premier le détroit lors de la tentative de passage en force franco-anglaise. Son courage n'est pas récompensé car son bâtiment est gravement avarié et il perd un de ses quatre cuirassés dans les champs de mines. Il quitte son commandement en mai 1915 pour être nommé préfet maritime à Bizerte. Présent à Brest à la fin de la guerre, il contribue grâce à son prestige personnel à bloquer les tentatives de mutineries qui secouent la flotte lors de l'agitation révolutionnaire de 1919.
Il fonde en 1919 l'association nationale des croix de guerre qu'il préside jusqu'à sa mort en 1939.
Il était associé-correspondant de l'Académie de Stanislas. Décédé le 21 novembre 1939, il repose dans le caveau des gouverneurs des Invalides.

## Carrière militaire
- Élève de l’École navale le 2 octobre 1871
- Aspirant de 2e classe le 1er août 1873
- Aspirant de 1re classe le 5 octobre 1874
- Enseigne de vaisseau le 1er décembre 1877
- Lieutenant de vaisseau le 15 janvier 1883
- Capitaine de frégate le 10 mai 1897
- Capitaine de vaisseau le 5 février 1904
- Contre-amiral le 2 septembre 1912
- Vice-amiral le 10 octobre 1915

## Distinctions
- Grand-croix de la Légion d'honneur (12 décembre 1924)[5]
- Croix de guerre 1914–1918
- Ordre du Bain
- Ordre du Service distingué
- Grand cordon de l'ordre de l'Aigle blanc (Serbie) (2 septembre 1917)
- Croix de guerre
- Ordre de Saint-Georges le 28 décembre 1916 ;

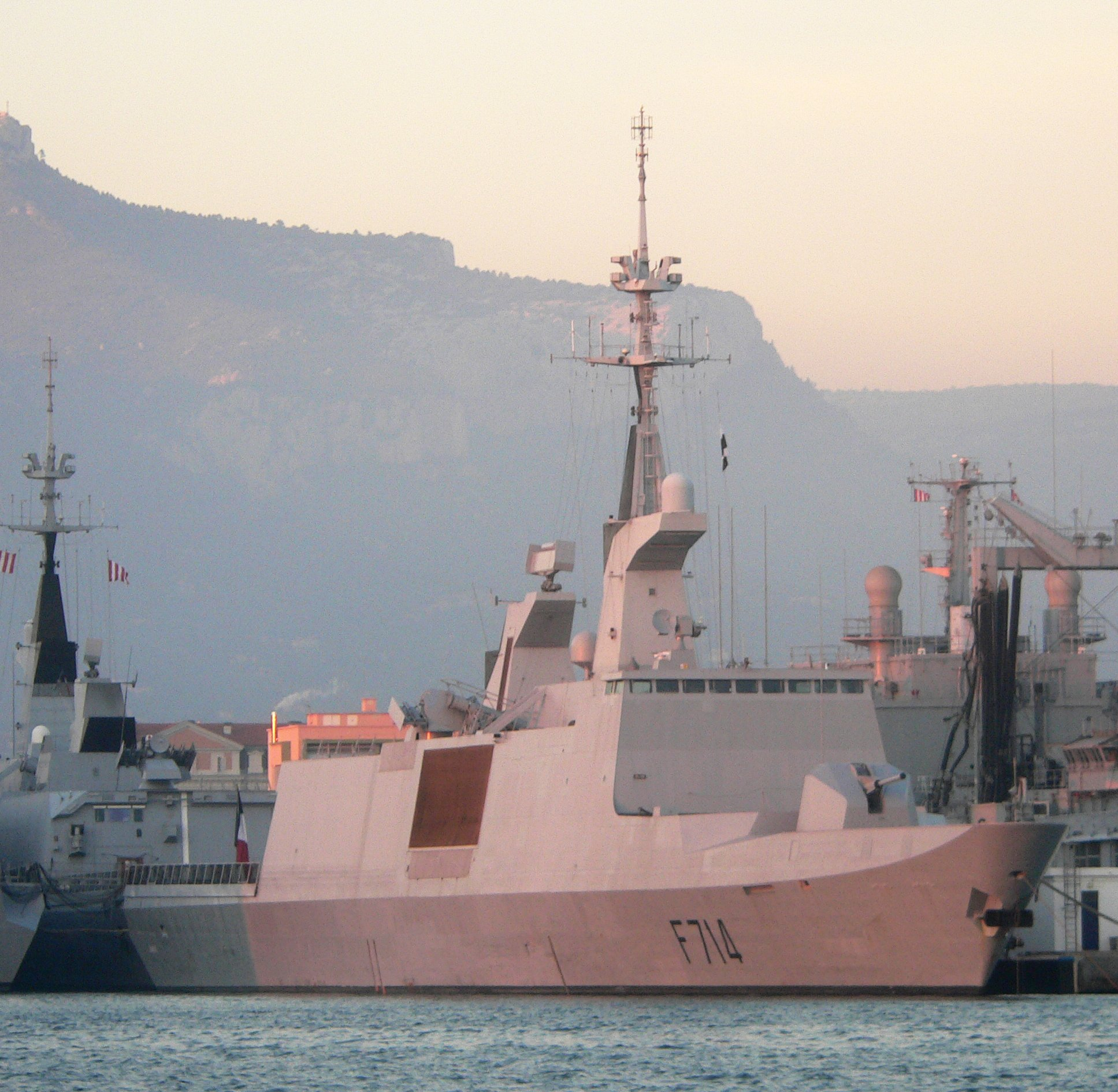
La frégate française Guépratte F714.

## Hommages
- L'association des élèves de classe préparatoire du lycée naval porte le nom de Flotte Guépratte.
- Deux bâtiments de la Marine nationale française portent ou ont porté le nom de Guépratte :
  - un escorteur d'escadre D632 (1957-1985) ;
  - une frégate légère furtive F714 (1999-).
- Louis-Henri Nicot a sculpté son buste[réf. nécessaire].
- Il est cité dans Un singe en hiver de Henri Verneuil, lors d'un toast porté par Jean Gabin.
- Plusieurs odonymes en son honneur :
  - principalement en Bretagne, à Audierne, Brest, Camaret-sur-Mer, Carantec, Concarneau, Damgan, Gouesnou, Guilers, Guipavas, Landerneau, Landivisiau, Le Conquet, Lorient, Perros-Guirec, Plogoff, Quimper, Saint-Gildas-de-Rhuys, et Trégunc ;
  - à Ancy-Dornot en Moselle, Bignicourt-sur-Marne dans la Marne, Granville dans la Manche, La Valette-du-Var dans le Var, Palaiseau dans l'Essonne, Nancy en Meurthe-et-Moselle, et Metz en Moselle ;
  - hors de France, à Kouba près d'Alger, et Belgrade en Serbie.

## Sources
- « Émile Guépratte », dans le Dictionnaire des parlementaires français (1889-1940), sous la direction de Jean Jolly, PUF, 1960 [détail de l’édition].